# Episodi di ABC Afterschool Specials (venticinquesima stagione)
La venticinquesima ed ultima stagione della serie televisiva ABC Afterschool Specials è stata trasmessa in anteprima negli Stati Uniti d'America dalla ABC dal 12 settembre 1996 al 23 gennaio 1997.
In Italia la serie è inedita.
| nº | Titolo originale         | Titolo italiano | Prima TV USA      | Prima TV Italia |
| -- | ------------------------ | --------------- | ----------------- | --------------- |
| 1  | Too Soon for Jeff        |                 | 12 settembre 1996 |                 |
| 2  | Me and My Hormones       |                 | 24 ottobre 1996   |                 |
| 3  | Teenage Confidential     |                 | 5 dicembre 1996   |                 |
| 4  | Miracle at Trapper Creek |                 | 23 gennaio 1997   |                 |